# Lappdyngbagge
Lappdyngbagge (Agoliinus lapponum) är en skalbaggsart som beskrevs av Leonard Gyllenhaal 1808. I den svenska databasen Dyntaxa används istället namnet Aphodius lapponum. Enligt Catalogue of Life ingår lappdyngbagge i släktet Agoliinus och familjen Aphodiidae, men enligt Dyntaxa är tillhörigheten istället släktet Aphodius och familjen bladhorningar. Arten är reproducerande i Sverige. Inga underarter finns listade i Catalogue of Life.